# 阿那馬拉河紋胸鮡
阿那馬拉河紋胸鮡，為輻鰭魚綱鯰形目鮡科的其中一種，為熱帶淡水魚類，被IUCN列為瀕危保育類動物，分布於亞洲印度西高止山蓬納尼流域，棲息在底層水域，生活習性不明。

## 扩展阅读
維基物種上的相關：阿那馬拉河紋胸鮡